# 百老匯大戲院
百老匯大戲院（Broadway theater），是上海市在中華民國時期的一座電影院。百老匯大戲院開幕於1930年9月25日，創作者是陳伯昭。在第二次世界大戰期間，這裡曾經是猶太人避難區著名的集會場所。1949年後，這座電影院更名為東山影劇院。